# ラジオシティ (ディスコ)
ラジオシティ (RADIO CITY) は、1980年代 - 1990年代に大和実業（現：ダイワエクシード）が運営していたディスコ。東京、名古屋、大阪に計5店舗をチェーン展開していた。

## 日比谷店
東宝ツインタワービルB2F・B3Fに、1986年（昭和61年）4月8日に4号店としてオープン。後発ながら系列の旗艦店となった店舗であり、巨大なスフィンクス像を配置、2フロア吹き抜けの大箱ディスコであった。ラジオシティーといえば、この日比谷店をイメージする人が多い。また、地下鉄日比谷駅A5出口から直結という好立地もあって、近隣のビジネスマンやOLを中心に人気を博した。
営業時間は18時から24時、システムはフリーフード・フリードリンク。
社会人をメインターゲットとしていたため、他店と比べてもドレスコードがかなり厳しい店舗でありながらも、金曜はビジネスマン、OLなどを中心に1000人近い客が来場していた。
しかし1992年（平成4年）頃からは、土曜のみカジュアルナイトとしてジーンズやスニーカーでの入場を認めたり、1993年〜1997年は月一回、第一日曜日にゲイナイトが行われたりと、月曜〜金曜の営業とは全く違った客層にもアプローチしていた。
第二次パラパラブームが終焉した後
の1998年（平成10年）12月31日に閉店。
閉店後の1999年（平成11年）10月19日には、跡地にラジオシティの運営元である大和実業のチェーン飲食店「アジアンキッチン」が開業した。
その後、跡地には2010年（平成22年）にはCLUB DIANAが開業したものの、東宝ツインタワービルの建て替えに伴い、2019年（令和元年）12月31日にこちらも閉店となった。
所在地は東京都千代田区有楽町1-5-2 東宝ツインタワービルB2F・B3F。

## 名古屋レジャック店
名鉄レジャックビルの7Fに1981年（昭和56年）8月25日に2号店としてオープン。この物件は元々、1975年オープンのSTAGE 7というディスコであった。かなり天高な物件であり、ワンフロアでありながら、日比谷店と同じく吹き抜け構造で店舗デザインされた。内装は当初、新宿店（後述）に近いスタイルであったが、1990年に改装を経て、スフィンクス像など、日比谷店と同じスタイルになった。収容人数は700～800人であった。
1994年（平成6年）4月8日に、客席部分、レストランコーナーなどをカラオケルーム、パーティールームに改装したものの、スフィンクス像などの内装、ダンスフロア、DJブース、音響・照明設備はそのままの形で残され、週末のディスコイベントに利用された。1999年頃、閉店した日比谷店の照明設備を移設、また最新設備も増設され、本格的に大箱ディスコとしての営業を再開。およそ10年後の2008年（平成20年）8月に閉店した。
所在地は愛知県名古屋市中村区名駅南1-25-2 メイテツレジャック7F。なお、レジャックビルは老朽化および賃貸借契約の期限のため2023年（令和5年）3月に閉館した。

## その他の店舗
- 新宿店
  - 1979年（昭和54年）3月12日に第1号店としてオープン。所在地は東京都新宿区新宿3-13-2 新宿文化ビルB1F。円形のダンスフロアや、フロアの真ん中に特徴的な七色ネオン柱の照明があるなど、日比谷店以降の店舗とはかなり内装が異なる。2号店である名古屋レジャック店は、当初、新宿店の内装を踏襲していた。

- ニューOS店（梅田）
  - 梅田楽天地ビルB2Fに存在した。系列3号店。当初は新宿店と同じく円形のダンスフロアであった。天井には日比谷店と同じネオン管の照明やレインライト等があり、過渡期の内装といえる。後期には名古屋店と同じく改装され、日比谷店のような内装となった。

- アベノ店
  - 1988年（昭和63年）11月、新宿ごちそうビル開業と同時にオープン。系列5号店。同ビルの最上階で営業していた。所在地は大阪府大阪市阿倍野区阿倍野筋1-1-61 新宿ごちそうビル] 9F。